# Amt Burgschwalbach
Das Amt Burgschwalbach war ein hessischer, dann nassauischer Verwaltungsbezirk mit Sitz in Burgschwalbach.

## Geschichte
Die Burg Schwalbach war der Mittelpunkt einer Verwaltungseinheit der Grafschaft Katzenelnbogen, die zum Kern der Landgrafschaft Hessen-Darmstadt wurde. Im 16. Jahrhundert werden als Bestandteile neben Burgschwalbach Panrod und Dörsdorf genannt.
1536 fiel das Amt im Rahmen eines Tausches an Nassau-Saarbrücken. Mit dem Aussterben dieser Linie wurde das Amt 1723 Teil von Nassau-Usingen. Im Jahr 1729 wurde die Verwaltungsstruktur in Nassau-Usingen neu geordnet. Nun bestand das Amt aus Burgschwalbach, Panrod und Dörsdorf sowie Berghausen, Mudershausen, Hausen, Daisbach und der kleinere Teil von Kettenbach. Der größere Teil von Kettenbach gehörte der Adelsfamilie von Galen. Der Erbkämmerer Clemens August Freiherr von Galen verkaufte 1777 den von Galenschen Anteil an Nassau-Usingen.
1804 wurde das Amt aufgelöst und die Amtsorten wurden dem Amt Catzenelenbogen zugeordnet.